# Сергій Вальдштайн
Барон Сергій Вальдштайн фон Крейцшеіних (псевдо.: Отаман Сірко; нар. 22 вересня 1888, Київ, Російська імперія — пом. 23 липня 1967, Монреаль, Канада) — український військовий та громадський діяч німецького походження, полковник Армії УНР, лицар «Воєнного хреста» УНР.

## Життєпис
Сергій Вальдштайн народився 22 вересня 1888 року в Києві. Закінчив Першу київську гімназію у 1905 році, Політехнічний інститут у Берліні в 1909 році, та Політехнічний інститут у Кивєві в 1910. Восени 1910 року був призваний до російської армії, службу проходив у Лейб-гвардії Уланському полку. У 1912 році в званні корнета закінчив Миколаївську кавалерійську військову школу. Закінчив курс військових пілотів у 1913 році. Воював у роки Першої світової війні.
У травні 1917 року Сергій Вальдштайн українізував свій ескадрон, згодом Лейб-гвардії Уланський полк, з якого створив 2-й кінний полк Запорозького війська ім. кошового отамана Івана Сірка. У листопаді 1917 року полк прибув до Одеси, де вів бої з червоними 14 – 17 січня 1918 року. 
На Київщині організува кінний загін ім. кошового отамана Івана Сірка, на чолі якого на початку 1920 року провадить низку боїв з червоними та білими російськими військовими з'єднаннями. У Новій Ушиці кінний загін Вальдштайна увійшов до складу 3-ї Залізної стрілецької дивізії Армії УНР.
У жовтні 1920 року через стан здоров'я полковник Сергій Вальдштайн був звільнений з військової служби та прикомандирований до Міністерства закордонних справ як дипломатичний кур'єр та висланий до Італії.
Після визвольних змагань емігрував до Канади, де у 1936 році був одним із засновників «Союзу бувших українських вояків». Протягом перших 15-ти років був головою Генеральної управи «Союзу Бувших Українських Вояків». У Канаді також був комендантом 1-ї станиці СБУВ в Монреалі. В останніх роки свого життя Сергій Вальдштайн очолював монреальські відділи «Товариства українських інженерів» і «Товариства сприяння УНРаді», був членом «Українського технічного товариства».